# 괴산 삼송리 소나무
괴산 삼송리 소나무(傀山 三松里 소나무)는 충청북도 괴산군 청천면 삼송리에 있던 소나무이다. 1982년 11월 4일 대한민국의 천연기념물 제290호로 지정되었으나, 2014년 12월 5일에 해제되었다.

## 상세
도로(道路)에서 500m쯤 떨어져 있고 마을에서는 300m정도 떨어진 곳에 18그루의 작은 소나무가 모인 군락이 있는데, 그 가운데 서 있다. 수령(樹齡)은 약 600살 정도로 추정된다. 수고는 13.5m이고, 흉고의 둘레는 4.91m이다. 뿌리 근처의 둘레가 5.25m이고, 가지의 길이는 동서 14.92m, 남북 19.9m이다. 이 숲에서 가장 커서 왕소나무라고 불리며, 줄기의 모습이 마치 용이 꿈틀거리는 것처럼 보인다 하여 용송(龍松)이라고도 한다. 나무 기둥 전체가 황토를 발라놓은 것처럼 벌겋다. 근처에 이와 비슷한 노송 3그루가 있어서 마을 이름을 삼송리라 하였는데, 지금은 왕송만 남아 있다고 한다.
매년 1월 정초(正初)에 온 마을 사람들이 모여 이 나무에 동제(洞祭)를 지내며 새해의 풍작(豊作)과 행운(幸運)을 기원(祈願)한다고 한다. 따라서 이 나무가 포함된 소나무 군락은 삼송리(三松里) 이구(二區) 사람들이 지키고 있는 서낭림이다. 지상(地上) 5m 정도에서 두 개로 갈라지고 하나는 두 개로 갈라져서 퍼져 있다. 문화적·생물학적 자료로서의 가치가 인정되어 천연기념물로 지정하여 보호했다.

## 문화재 지정 해제
2012년 7월 밑둥이 땅에서 뽑혀 있다가, 2012년 8월 28일 태풍 볼라벤에 의한 강풍에 완전히 뽑혔다. 결국 나무가 고사해 문화재로서의 가치 상
상실해 2014년 12월 5일에 천연기념물에서 해제되었다. 쓰러진 나무는 보존 작업을 거쳤으며, 인근 마을 주민들은 2014년 12월 12일에 고별 제사를 지냈다.
괴산군은 "왕소나무는 천연기념물에선 해제되지만 쓰러진 채로 방부처리돼 앞으로도 그 자태는 볼 수 있다. 청천면 주민 등이 왕소나무 주변 소나무 13그루를 묶어 충북도 문화재로 지정하는 것을 추진하고 있다"고 말했다.
충청북도 산림환경연구소가 2004년 3월부터 청주시 미원면 미동산수목원 뒤편 산기슭에 기르는 왕소나무 후계목은 2014년에 높이 3.5m 크기로 자랐다.